# Мюриц (національний парк)
Національний парк Мюриц (нім. Müritz-Nationalpark) — національний парк, розташований приблизно посередині між Берліном і Ростоком, на півдні німецької землі Мекленбург-Передня Померанія. Він простягається на великі частини озер Мюриц у районі Мекленбургіше Зеенплатте. Національний парк Мюриц був заснований у 1990 році. Загальна площа 318 км2. Поруч із містом Варен відвідувачі можуть отримати інформацію про національний парк у Мюрицеум. Букові ліси в межах національного парку були внесені до Списку світової спадщини ЮНЕСКО у 2011 році як продовження території пралісів букових лісів Європи через їхню незайману природу та свідчення екологічної історії Європи з останнього льодовикового періоду.

## Географія
Національний парк розділений на дві окремі території, Мюриц і Зерран. Перша, більша частина, простягається від східного берега озера Мюриц до міста Нойштреліц. Остання, менша частина, розташована на схід від Нойштреліца. Ландшафтні особливості парку становлять кінцеві морени, зандри та низовини. 65 % території вкрито лісами, 12 % — озерами. Решта болота або луки.
Площа озера Мюриц 118 км2, але лише його східне узбережжя є частиною національного парку. Найближчими містами є Варен і Нойштреліц. У національному парку Мюриц близько 100 озер, у тому числі Буллозе, а також багато інших менших водойм, спусків, канав і струмків. Гафель бере початок у районі Мюриц, недалеко від вододілу між Балтійським і Північним морями.

## Тваринний і рослинний світ
Серед відомих тварин парку — благородний олень, журавель, орлан-білохвіст і скопа. Серед інших тварин — бугай водяний, очеретянка ставкова, коловодник звичайний, коловодник великий, чорний лелека, журавель, чирянка мала, чирянка велика та побережник малий.
Крім незайманої природи в цілому, на території національного парку можна зустріти багато відкритих насаджень ялівцю звичайного . Раніше їх використовували для випасу худоби.